# Hermógenes Fonseca
Hermógenes Valente Fonseca, conosciuto solo come Hermógenes (Rio de Janeiro, 4 novembre 1908 – ...), è stato un calciatore brasiliano.

## Carriera
In carriera, Hermógenes giocò per due sole squadre, l'Andarahy e l'América. Con la Nazionale brasiliana disputò il Mondiale 1930.

## Palmarès

### Club
- Campionato Carioca: 2

América: 1928, 1931

### Nazionale
- Coppa Rio Branco: 1

1931